# Gambia-Riesenhamsterratte
Die Gambia-Riesenhamsterratte (Cricetomys gambianus), auch Hamsterratte oder Gambia-Ratte genannt, ist einer der größten Vertreter aus der Unterordnung der Mäuseverwandten.

## Aussehen

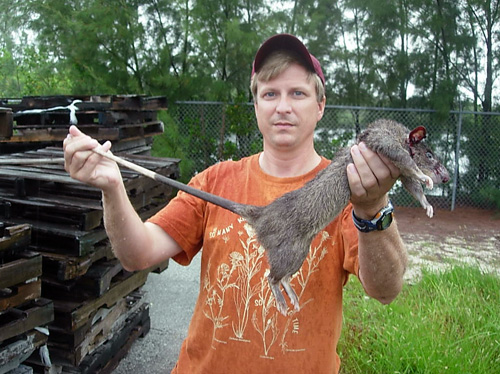
Gambia-Riesenhamsterratte, in Florida Keys gefangen; sie tritt dort invasiv auf

Die erwachsenen Tiere haben eine Körperlänge von 35 bis 40 Zentimetern und eine Schwanzlänge von 37 bis 45 Zentimetern. Das Gewicht der Tiere beträgt ca. 1 bis 1,5 Kilogramm. Das Fell am Rücken und am Kopf ist gelb-bräunlich, der Bauch ist heller gefärbt. Die Pfoten sind nackt.

## Lebensweise
Die Tiere sind gute Schwimmer und Kletterer. Sie sind vor allem nachts als Einzelgänger unterwegs. Auf der Suche nach Nahrung, wie Termiten, Schnecken, Körner, aber auch Erdnüssen, Mais und Avocados, durchstreifen sie ihr Revier, welches sie gegenüber Artgenossen verteidigen. In den großen Backentaschen transportieren sie Nahrung und Baumaterial in ihren unterirdischen, in Vorrats-, Schlafkammer und Kinderstube geteilten Bau.
Die Tiere erreichen in Gefangenschaft ein Alter von fünf bis sieben, in seltenen Fällen auch acht Jahren.

## Verbreitung
Diese Art kommt in den Tropenwäldern und den angrenzenden Savannengebieten in Zentral-, West-, Süd- und Ostafrika vor. Sie kommt invasiv in den USA (Florida Keys) vor und wird dort bekämpft.

## Fortpflanzung
Die Tragzeit der Weibchen beträgt 6 Wochen und ein Wurf umfasst meist 2 bis 4 Junge, welche nackt und blind zur Welt kommen. Diese werden vom Weibchen allein in einem Nest versorgt.

## Nutzung durch den Menschen
Der Mensch züchtet diese Art schon lange zur Verwendung als Nahrungsmittel (Rattenfleisch) und neuerdings auch als Haustier. In Ländern wie Tansania und anderen werden diese Tiere zur Suche nach Landminen und zur Diagnose von Tuberkulose eingesetzt.

## Besonderheit
Das Fell dieser Tiere beherbergt oft kleinere, flügellose, blinde Ohrwürmer, welche von den Nahrungsresten der Tiere leben. Als Parasit tritt die Tierlaus Proenderleinellus calva auf.

## Gefährdung
Da für diese Art keine Bedrohungen bekannt sind und sie auch in Schutzgebieten vorkommt, stuft sie die IUCN als (Least Concern) nicht gefährdet ein.